# Почепська культура
Почепська культура — археологічна культура залізної доби (в іншому прочитанні — локальна група пізньозарубинецких пам'ятників). 
Названа за Почепським поселенням біля міста Почепа. 
Почепська культура була виділена в 1960-і роки радянським археологом А. К. Амброз. 
Доба почепської культури тривала приблизно у 1-300 роках по Р.Х..
Сформувалася в I столітті нашої ери з синтезу елементів юхнівської та зарубинецької культур у результаті переселення в Подесіння на річку Судость нащадків зарубинецьких племен з Середнього Подніпров'я. Верхня хронологічна межа Почепської культури не визначена. 
Почепська культура мала риси принесеної скіфо-сарматської та місцевої юхнівської. Почепська культура стала ймовірно перехідною балто-слов'янською культурою, що заклала основу для формування давньо-українського племені сіверян.
Генетично пов'язана з київською культурою на південному заході й мощинською культурою на сході.
Селища почепської культури виникають гуртами у оболонях річок, що свідчить про численність прибульців.
На Почепському поселенні, судячи з розкопок Ф. М. Заверняєва, єдиним типом жител були напівземлянки з опорним стовпом у центрі.
Основу господарства населення становили землеробство і тваринництво (82,5 % кісток тварин з культурного шару Почепського поселення належить домашнім видам). Знахідки великих сокир говорить про вирубку та спалення для очищення земель під землеробство.
Гончарство зберігає старі юхнівські форми, проте більш товстостінна, горбиста; так само з домішкою піску. З'явилася клесова, глянсова кераміка. На уламках посуду зустрічаються відбитки зерен ячменю і проса.
| Атерійський наконечник | Це незавершена стаття з археології. Ви можете допомогти проєкту, виправивши або дописавши її. |